# خوروشچوو
خوروشچوو (به لهستانی:  Choroszczewo) یک روستا در لهستان است که در گمینا میلیچتسه واقع شده‌است.